# 2572 Annschnell
A 2572 Annschnell (ideiglenes jelöléssel 1950 DL) a Naprendszer kisbolygóövében található aszteroida. Karl Wilhelm Reinmuth fedezte fel 1950. február 17-én.